# Watanabe Ryoma
Ryoma Watanabe (sinh ngày 2 tháng 10 năm 1996) là một cầu thủ bóng đá người Nhật Bản.

## Sự nghiệp câu lạc bộ
Ryoma Watanabe đã từng chơi cho Albirex Niigata.